# Klopsiki kontratakują
Klopsiki kontratakują (ang. Cloudy with a Chance of Meatballs 2) – amerykański film animowany z 2013 roku w reżyserii Cody’ego Camerona i Krisa Pearna. Wyprodukowany przez Columbia Pictures. Kontynuacja filmu animowanego Klopsiki i inne zjawiska pogodowe z 2009 roku.
Światowa premiera filmu miała miejsce 27 września 2013 roku. W Polsce premiera filmu odbyła się 11 października 2013 roku.

## Fabuła
Flint Lockwood, młody wynalazca, zdobył wreszcie powszechny szacunek dla swojej pracy. Zatrudniła go korporacja, która produkuje sprzęt ułatwiający codzienne życie. Niespodziewanie Flint dowiaduje się, że jeden z jego wynalazków sprzed wielu lat – maszyna zamieniająca wodę w żywność – ciągle działa. Urządzenie się jednak zepsuło i produkuje dziwne stwory: połączenie jedzenia i dzikich zwierząt. Tylko Flint może unieruchomić uszkodzony aparat...

## Obsada
- Bill Hader – Flint Lockwood
  - Bridget Hoffman – młody Flint Lockwood
- Anna Faris – Samantha „Sam” Sparks
- James Caan – Tim Lockwood
- Will Forte – Chester V
- Andy Samberg – Brent McHale
- Neil Patrick Harris – małpka Steve
- Benjamin Bratt – Manny
- Terry Crews – oficer Earl Devereaux
- Kristen Schaal – Barb
- Khamani Griffin – Cal Devereaux

### Wersja polska
- Jacek Bończyk − Flint Lockwood
  - Mateusz Ceran − Młody Flint
- Monika Pikuła − Sam Sparks
- Tomasz Borkowski − Chester V
- Anna Sztejner-Pierczyńska − Barb
- Piotr Bąk − Tim Lockwood
- Miłogost Reczek − Mayor Shelbourne
- Jakub Szydłowski − Brent
- Robert Tondera − Earl